# Berthe Bovy
Berthe Bovy (6 de enero de 1887-26 de febrero de 1977) fue una actriz belga que actuó en el teatro, en el cine y en la televisión a lo largo de una carrera de más de 60 años.

## Resumen biográfico
La actriz, a veces conocida como Betty Bovy, era hija del poeta y periodista Théophile Bovy, y nació en Cheratte, en la actual ciudad de Visé, Bélgica. Ya interesada en la interpretación desde temprana edad, su padre la animó a ello, y entró a formar parte del Conservatorio Koninklijk de Bruselas. Entre 1904 y 1906 estudió en el Conservatoire National Supérieur D'art Dramatique de París, Francia. Posteriormente, en 1907, entró en la Comédie-Française.
Se casó y se divorció tres veces. La primera con Charles Gribouval, secretario de la Comédie-Française; la segunda con el artista Ion Anton Ion-Don, y la tercera, en 1929, con Pierre Jules Louis Laudenbach, más conocido por su nombre artístico Pierre Fresnay, conocido actor francés. 
Berthe Bovy falleció en Montgeron, Francia, en 1977, y está enterrada en Lieja, Bélgica.

## Filmografía seleccionada
- 1908 The Assassination of the Duke of Guise
- 1910 On ne badine pas avec l'amour
- 1913 Le Roman de Carpentier
- 1948 D'homme à hommes
- 1948 Les Dernières Vacances
- 1948 L'Armoire volante
- 1949 Fantômas contre Fantômas
- 1950 La Souricière
- 1951 La Maison Bonnadieu
- 1954 L'Affaire Maurizius
- 1956 Le Secret de sœur Angèle